# Кашино (Грязовецкий район)
Кашино — деревня в Грязовецком районе Вологодской области России.
Входит в состав Комьянского муниципального образования, с точки зрения административно-территориального деления — в Ведерковский сельсовет.
Расстояние до районного центра Грязовца по автодороге — 40 километров, до центра муниципального образования Хорошево по прямой — 14 километрав. Ближайшие населённые пункты — Гора, Надорожный Липовик, Бель, Вольное-Сырищево.
По переписи 2002 года население — 12 человек.
В «Родословии Вологодской деревни» указано, что в 1628 году деревня Кашино являлась вотчиной духовенства в Комельской волости Вологодского уезда.
В Кашино родился Яковлев, Александр Степанович полный кавалер ордена Славы.